# Diether Hülsemann
Diether P. A. Hülsemann (* 23. Oktober 1937 in Wilhelmshaven; † 16. August 2024 in Flensburg) war ein deutscher Konteradmiral der Marine der Bundeswehr.

## Leben

### Werdegang
Diether Hülsemann trat als Mitglied der Crew IV/1957 am 1. April 1957 in die Bundesmarine ein. Zu seinen Jahrgangskameraden gehörten unter anderem Klaus-Peter Niemann, Ulrich Hundt, Heinrich Schuur sowie Dieter Wellershoff.
Von 1968 bis 1970 absolvierte Hülsemann den 10. Admiralstabslehrgang Heer an der Führungsakademie der Bundeswehr in Hamburg. Von April 1973 war er als Fregattenkapitän bis Ende März 1974 Kommandant des Zerstörers 3 und anschließend bis 5. Januar 1977 Kommandant der Fregatte Karlsruhe.
Vom 1. Oktober 1983 bis 12. April 1985 war er als Kapitän zur See Kommandeur des 2. Zerstörergeschwaders. 1989 nahm er an einem Lehrgang am Royal College of Defence Studies in London teil, bevor er Leiter der Dienststelle und Verteidigungsattaché im Militärstab London wurde. Von Anfang April 1989 bis Ende September 1992 war er als Flottillenadmiral in dieser Position. Anschließend war er bis Ende März 1995 Kommandeur der Zerstörerflottille. Von April 1995 bis März 1998 war er Stellvertretender Befehlshaber und Chef des Stabes Flottenkommando in Glücksburg. Anschließend ging er in den Ruhestand.
1996 wurde Hülsemann mit dem Verdienstkreuz 1. Klasse des Verdienstordens der Bundesrepublik Deutschland ausgezeichnet, nachdem er bereits 1990 das Verdienstkreuz am Bande erhalten hatte. Zudem wurde ihm am 19. November 1992 das Ehrenkreuz der Bundeswehr in Gold verliehen.

### Privates
Diether Hülsemann war evangelisch, verheiratet und hatte einen Sohn und eine Tochter (Katharina). Sie heiratete 1990 den britischen Adligen Edward Charles Cadogan (* 1966) und wurde damit Viscountess. Im Jahr 2016 wurde nach 26 Ehejahren deren Trennung bekanntgegeben.